# 长嘴剑鸻
长嘴剑鸻（学名：Charadrius placidus），又稱長嘴鴴、大陸又稱為長嘴劍鴴，为鸻科鸻属的鸟类。 它分佈在孟加拉國、不丹、汶萊、柬埔寨、中國、香港、印度、印尼、日本、寮國、馬來西亞、蒙古、緬甸、尼泊爾、北韓、俄羅斯、南韓、斯里蘭卡、台灣、泰國和越南。 在中国大陆，分布于华南、华北等地。该物种的模式产地在尼泊尔。
劍鴴是候鳥，因此它在不同區域繁殖和過冬。 這種鳥類經常出現在河流、溪流的岸邊，濕地和稻田中。 它主要在岸邊覓食水生昆蟲、昆蟲幼蟲和其他無脊椎動物。 由於雄性和雌性個體擁有相似的羽毛，所以很難區分牠們的性別。 繁殖季節從二月底或三月初開始，至七月結束。 一對雄性和雌性會形成單配偶制關係，並在整個繁殖季節維護牠們的領域。 2016年的一項全球種群調查將劍鴴評估為國際自然保護聯盟瀕危物種紅色名錄上的無危物種。

## 描述

### 體型與羽毛

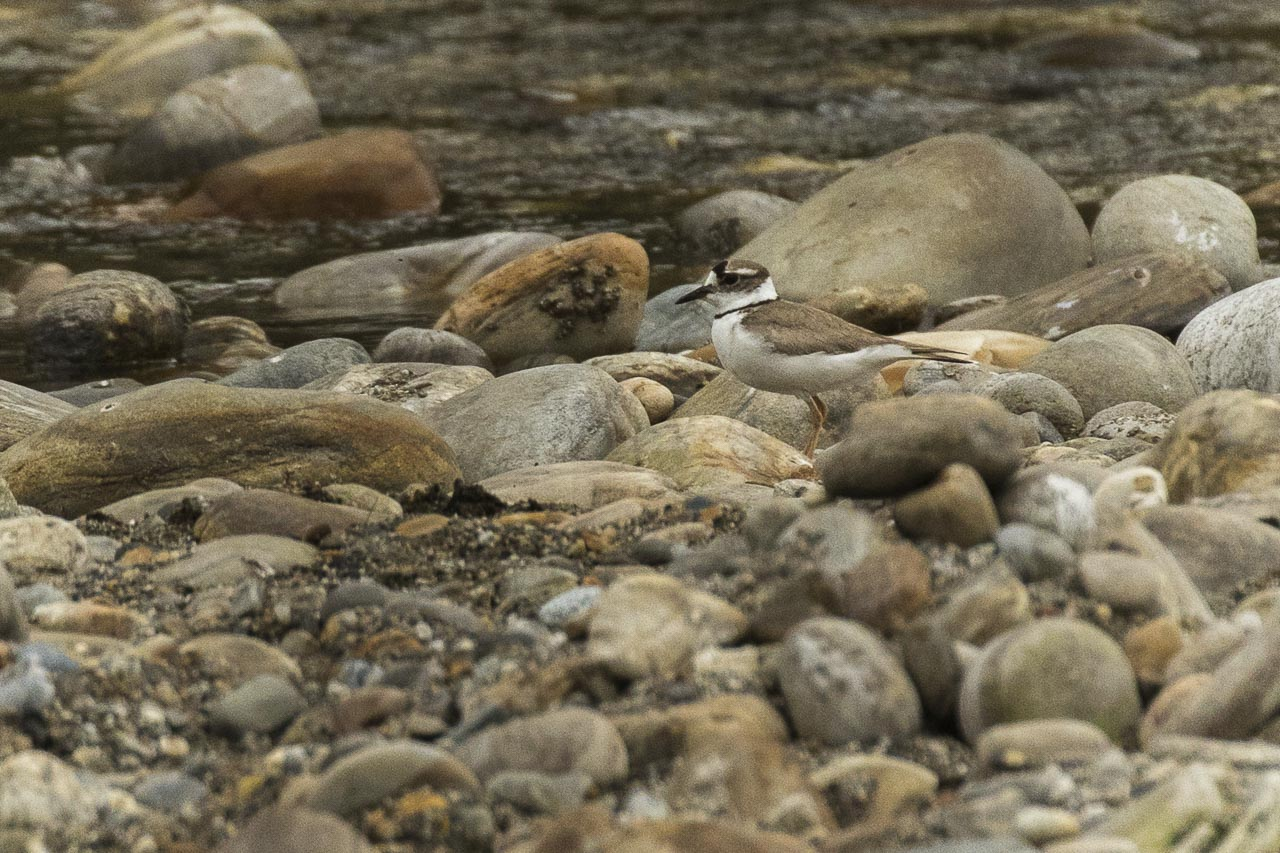
劍鴴及其成年羽毛

劍鴴是一種中型涉禽，體長約19—20（7.5—7.9英寸），體重約41—70克（1.4—2.5 oz）。 雄性和雌性個體的不同身體部位大小相似。其翅長平均約為14—15（5.5—5.9英寸），尾長約7—8（2.8—3.1英寸），嘴長約2（0.79英寸）。 雄性和雌性都有灰棕色的背部，腹部和喉部為白色。 前額為白色，有一條從一隻眼睛延伸到另一隻眼睛的黑色帶。額前的白色延伸到嘴基部。喉部下方有一條黑色胸帶。 眼睛周圍有一圈黃色環，且上方有一條白色條紋。 儘管雄性和雌性外觀相似，但牠們的繁殖羽（夏羽）有一些差異，可以幫助區分性別。雄性前額和胸部的黑色帶比雌性更寬且更明顯。 成年繁殖期雄性眼周的羽毛比雌性更暗。此外，雄性的白色眼帶比雌性更明顯地延伸至眼後。 幼鳥與成鳥相似，但缺少成鳥額前的黑色帶。幼鳥的胸帶比成年雄性更窄且不如其明顯。

### 與其他類似物種的混淆

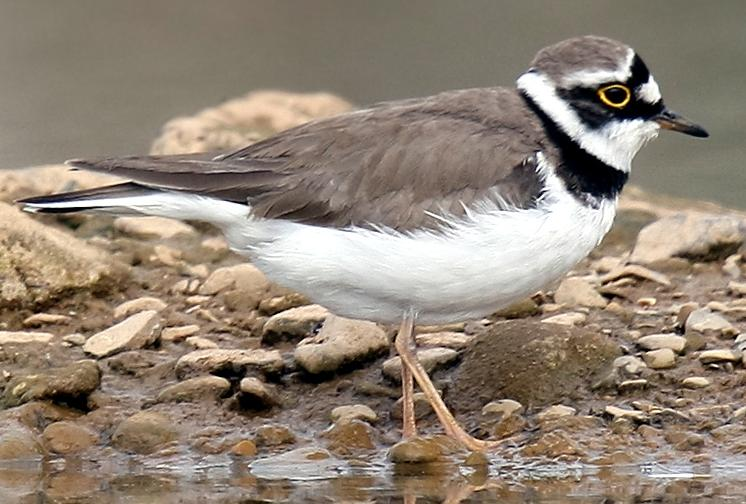
繁殖羽的成年雄性劍鴴

由於分佈區重疊且外觀相似，劍鴴常常與其他鴴科物種如小環頸鴴混淆。 然而，這兩個物種仍然可以區分開來。劍鴴比小環頸鴴更大。 顧名思義，劍鴴的嘴比小環頸鴴的嘴更長且更粗。成年的小環頸鴴雄鳥在嘴基部上方除了有黑色額前帶外，還有一條明顯的黑色橫帶。 小環頸鴴眼周的羽毛為黑色，與劍鴴的棕色臉頰羽毛不同。此外，小環頸鴴的黃色眼圈比劍鴴的眼圈更為明顯。 小環頸鴴的胸帶在中央通常較寬，而劍鴴的胸帶則厚度較為均勻。

## 分類
劍鴴是鴴科屬於鴴屬（Charadrius）的多種鴴鳥之一，該科包括鴴、麥雞和小嘴鴴。 鴴科是鴴形目下的17個科之一，該目包含多種類的岸鳥，如鷗、燕鷗、海雀、海鸚、鷸、麥雞、鴴等。 劍鴴最早由J. E. Gray和G. R. Gray於1863年描述，至今未有報導任何亞種。

## 分佈與棲地
劍鴴廣泛分佈於南亞和東亞。在其分佈範圍內相當罕見，且數量稀少。 其繁殖地主要包括中國的西部、北部和中部地區、日本、北韓和南韓。 在俄羅斯遠東地區的布列亞河及其他地區、日本的本州島、中國東南部及印度西部的阿魯納恰爾邦靠近喜馬拉雅山的地區，曾報導過多次繁殖活動。 此物種在繁殖季節也曾在新加坡被觀察到。 劍鴴會向其繁殖範圍的南部遷徙過冬。 它通常在東尼泊爾、印度東北部至中南半島、中國南部、南韓、本州島、四國島、九州島（日本）、台灣、緬甸、馬來西亞和泰國過冬。 日本三個主要島嶼上的種群通常不遷徙南下，而是全年定居在原地。只有北海道的種群會南下到較溫暖的氣候過冬。

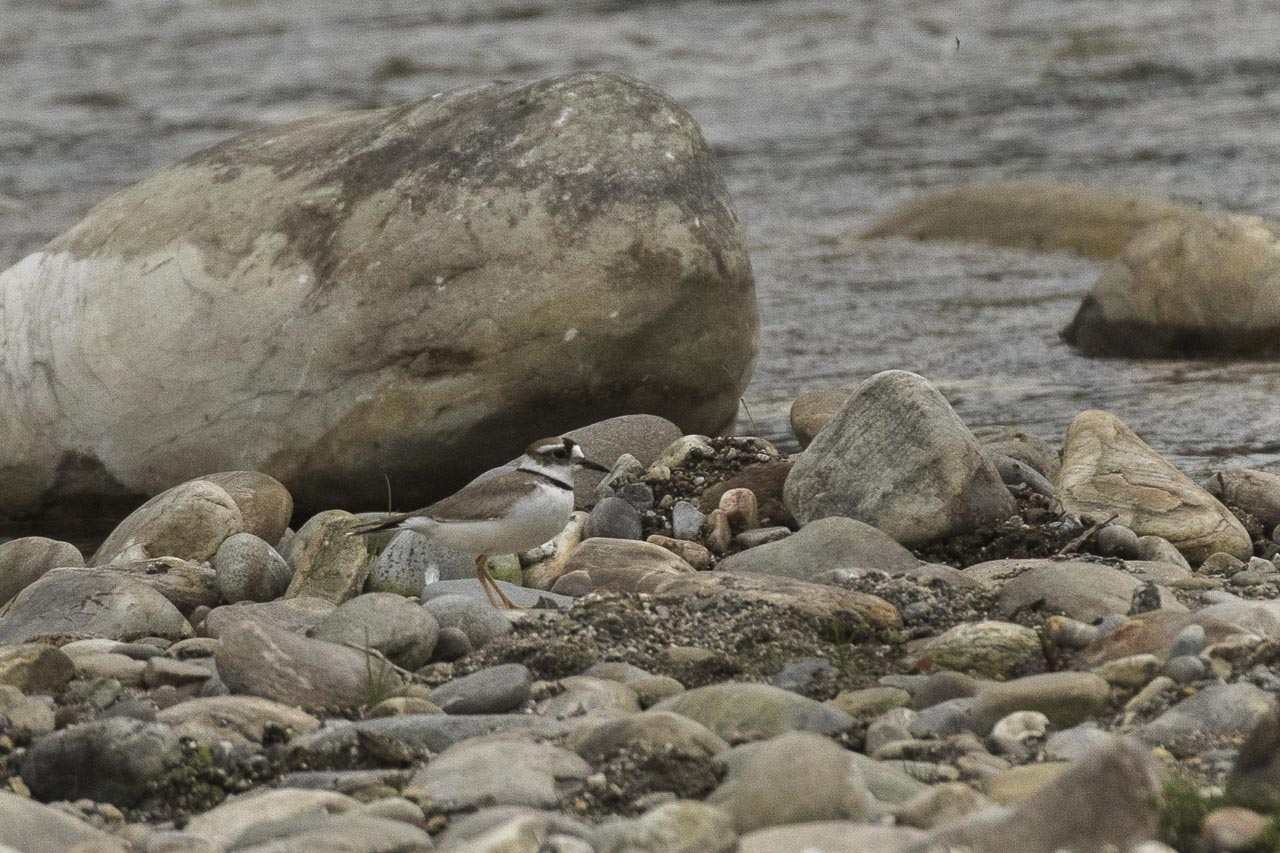
劍鴴的理想棲息地

劍鴴偏好棲息在有小圓卵石和岩石的河流、溪流和湖泊岸邊。 它們傾向於在蜿蜒山河的不同支流之間形成的小型臨時鵝卵石島或卵石沙洲上築巢。 這些島嶼不能經常受到洪水侵襲，面積需要至少600平方（6,500 sq ft）。這些島嶼還需要有大面積直徑約為30—60（1.2—2.4英寸）的石頭和卵石。 它們的棲地通常被灌木、柳樹和幼樹環繞。 劍鴴在冬季也可以在淡水濕地棲地和稻田中找到。 這些鳥類通常會避開沙灘、泥灘和有大岩石的區域。

## 行為

### 聲音
劍鴴有多種針對不同情境的叫聲。它們在繁殖季節時變得非常吵鬧。可以看到它們快速拍打翅膀，飛越自己的領地，並發出「fi-fi-fi-fi-fi」的叫聲。 雄鳥有時會在擴展胸部以威嚇其他雄性對手時，發出低沉的「gee gee」叫聲。 當牠們保持警戒時，會發出單一上升的「pyuoo-」叫聲。當牠們避開捕食者或任何威脅時，會發出像「pip-pip-pip」的叫聲。

### 覓食
關於劍鴴的飲食習性信息非常有限。據推測，其飲食主要包括水生昆蟲和其他無脊椎動物。 已觀察到這些鳥類捕食搖蚊、蜻蜓、甲蟲幼蟲、蒼蠅和蚯蚓。 劍鴴沿著岸邊覓食，當牠們發現獵物時，會迅速移向獵物並用長嘴捕捉。牠們似乎不攝取任何植物材料。  
與鴴屬（Charadrius）中的相似物種，如環頸鴴和東方環頸鴴，已被觀察到捕食糠蝦。 劍鴴的飲食可能也包括類似的甲殼類動物。

### 繁殖
劍鴴展現單配偶制的繁殖系統，雄鳥和雌鳥形成配偶關係並建立並維持領地。 然而，雌鳥有時會離開牠們的巢穴，與其他雄鳥交配。雄鳥通常不會離開牠們的領地。 雄鳥和雌鳥都會參與領地爭奪戰。牠們在領地內飛翔，並發出響亮的叫聲。牠們鼓起胸部，經常跳起並啄擊來驅趕不受歡迎的入侵者。 雄鳥於二月底或三月初開始其繁殖活動。雄鳥用腳移動礫石，並壓低胸部在地面上製作一個淺坑或凹陷，約4（1.6英寸）深、13（5.1英寸）直徑。 雄鳥通過叫聲吸引雌鳥。當雌鳥來到巢穴時，雄鳥展開尾羽進行求偶展示。雌鳥從雄鳥的尾羽下方通過並進入巢穴。 雄鳥在地面上製作許多這樣的凹坑，並引導雌鳥從一個坑移到另一個坑，最終雌鳥會在其中一個巢中產卵。 雌鳥每隔48小時產下一顆蛋，直到牠有四顆蛋。 一顆蛋的直徑和長度通常分別約為3.5和2.6（1.4、1.0英寸）。蛋的重量一般約為10—13克（0.35—0.46 oz）。 蛋呈梨形，顏色為灰褐色或藍灰色，帶有細小的棕色斑點。 雄鳥和雌鳥共同參與巢穴的維護。牠們用小卵石、樹枝、小片樹皮和其他乾燥植物部位襯墊巢穴。 雄鳥和雌鳥也共同孵卵。從開始孵卵到蛋孵化通常需要29天。孵化期可能會因人類干擾而有所變化。 劍鴴展現出相當程度的父母照護。如果捕食者接近巢穴，親鳥會試圖威嚇並通過發出響亮的驚擾叫聲將其趕走。 此外，在非常炎熱的夏日，親鳥會通過站在蛋上方，為蛋遮擋陽光，以防過熱。 劍鴴產下的幼鳥屬於早熟性，意味著幼鳥在孵化後不久就能四處活動並自行覓食。親鳥不斷監視幼鳥，隨時注意任何危險的跡象。 幼鳥的體重增長速度為每天1克（0.035 oz），牠們在40天大時準備好飛行。 雛鳥羽翼長成後並遷徙到牠們的冬季棲地之前，會與親鳥短暫地待在一起。  
劍鴴傾向於連續數年返回相同的繁殖地。這表明同一對配偶每年都佔據相同的巢址。 配偶每年都傾向於被吸引到相同的繁殖地。牠們在地區仍被積雪覆蓋時就開始建立領地，這表明牠們必須在先前已了解該地點的適宜性。

## 保育狀況
由於劍鴴分佈廣泛且家域範圍大，它被IUCN紅色名錄列為無危物種。其分佈範圍超過20,000平方（7,700 sq mi）。 全球種群似乎正在減少，但下降的速度不足以使該物種變得易危。物種被視為易危的前提是其種群下降幅度在十年或三代內超過30%。 雖然目前劍鴴並不易危或受威脅，但由於適宜繁殖地的喪失，牠們的種群在未來可能會迅速下降。 保育措施應包括保護和恢復繁殖棲地。通過人工建造礫石河岸和卵石島嶼的棲地恢復項目可以提供新的繁殖棲地。